# 哈马达拉·穆斯陶菲·加兹维尼

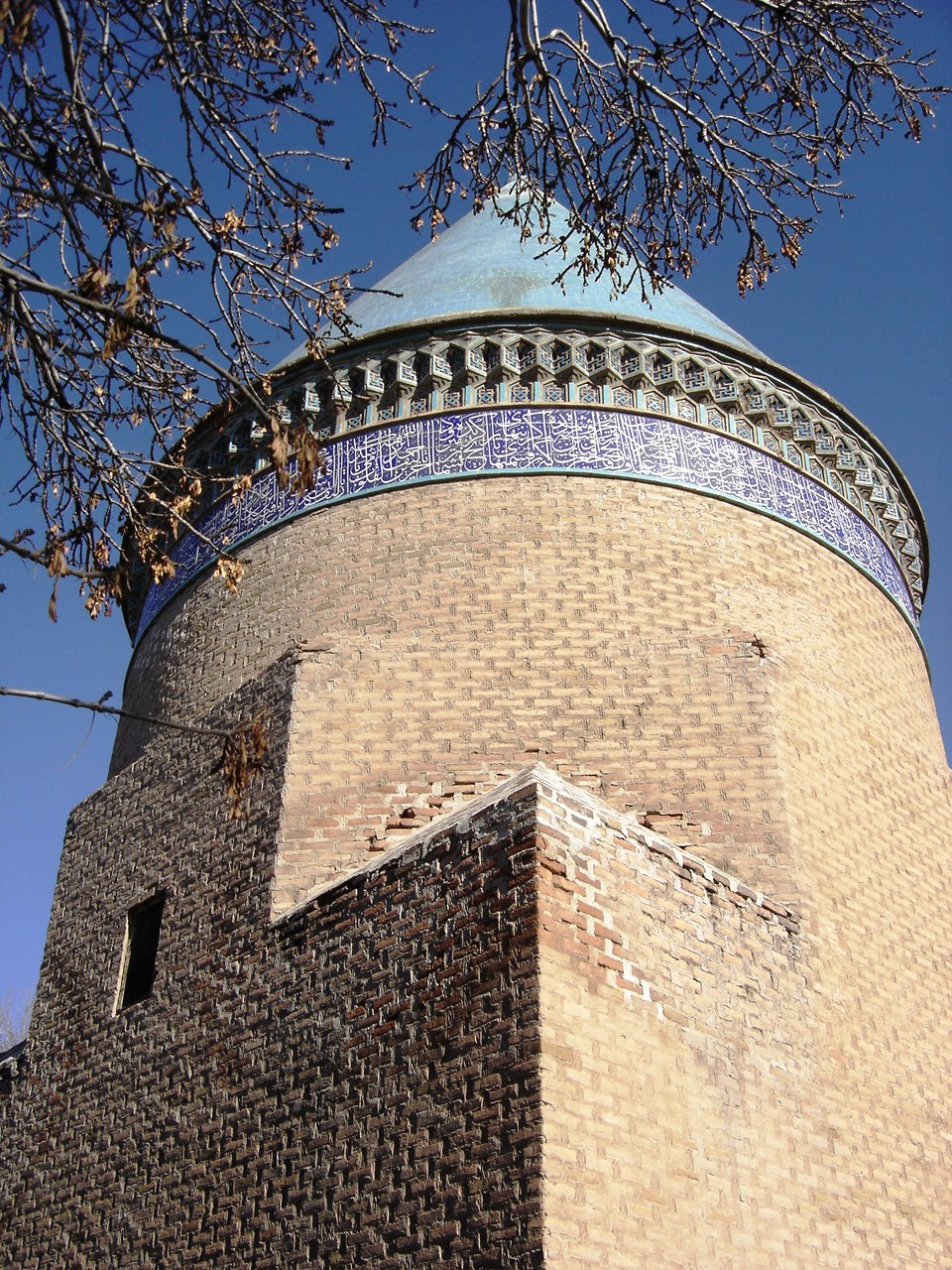
哈马达拉·穆斯陶菲陵墓，位于伊朗加兹温

哈马达拉·穆斯陶菲·加兹维尼（1281年—1349年，波斯語：‎），一个出身于阿拉伯家庭的波斯历史学家、地理學家和史诗诗人。他的代表著作有三，其一为地理志《心灵的娱乐》（Nozhat ol-Gholub，‎），对伊朗、小亚细亚、伊拉克、阿拉伯半岛以及非洲东部等地区的描写有极大参考价值；其二为《胜利之书》（Zafar-Nameh，‎），是一部模仿菲尔多西《列王纪》的韵文世界史；其三为《选史》（Tarikh e Gozideh，‎），为一部散文格式的历史书，全六卷，从开天辟地一直记述到伊儿汗朝的不赛因，第六卷为其故乡加兹温的地理志，记述了加兹温的历史及当地出身的名人。《选史》的价值还体现在该书是蒙古帝国初期的伊朗系穆斯林官僚家族记录的珍贵史料。